# Венцлавек, Матеуш
Матеуш Венцлавек (пол. Mateusz Więcławek; род. 2 августа 1993, Радомско, Польша) — польский актёр.

## Биография
Учился в Лодзинской киношколе.
Играл главные роли в чёрных комедиях «Все мои друзья мертвы» (2020) и «В лесу сегодня не до сна 2» (2021), снятых для Netflix.

## Фильмография

### Фильмы
- 2014 — «Камни на шанец» / Kamienie na szaniec — жандарм, убивший Тадеуша Завадского;
- 2015 — «Красный паук» / Czerwony pająk — приятель Кароля Кремера;
- 2018 — «Клир» / Kler — Борек, старший патрульный;
- 2020 — «Все мои друзья мертвы» / Wszyscy moi przyjaciele nie żyją — Филип, «бывший торчок» и фотограф;
- 2021 — «В лесу сегодня не до сна 2» / W lesie dziś nie zaśnie nikt 2 — Адам Адамец, молодой офицер полиции;
- 2023 — «Женщина с…» / Kobieta z... — Анджей «Анеля» Весолый в молодости.

### Сериалы
- 2019—2023 — «Мир в огне» / World on Fire — Гжегож Томашеский, сын Стефана, польский солдат.